# ワンピースのクリスマス
『ワンピースのクリスマス』は、テレビアニメ『ONE PIECE』のアルバムである。2004年11月25日にavex modeから発売された。

## 概要
- テレビアニメ『ONE PIECE』のキャラクターがクリスマスソングを歌うというキャラクターソングアルバムである。
- CDジャケットには、トニートニー・チョッパー・モンキー・D・ルフィ・ロロノア・ゾロ・ナミ・ウソップ・サンジ・ニコ・ロビンが描かれている。
- このCDは、全国で5000枚の限定生産で特典にサンタ衣装のチョッパーのパペットが付いてきていた。
- 歌は、全て麦わらの一味（田中真弓・中井和哉・岡村明美・平田広明・山口勝平・大谷育江・山口由里子）が歌っている。
- ボーナストラックとして麦わらの一味の声優陣のコメントが収録されている。

## 収録曲
1. Twinkle Twinkle
作詞：藤林聖子 / 作曲：田中公平 / 編曲：多田彰文
2. 歌え!クリスマス〜ジングルベル
作詞：藤林聖子 / 作曲：ジェームズ・ピアポント / 編曲：丸尾稔
3. Twinkle Twinkle（カラオケ）
4. 歌え!クリスマス〜ジングルベル（カラオケ）
5. 田中真弓 声優メッセージ
6. 中井和哉 声優メッセージ
7. 岡村明美 声優メッセージ
8. 山口勝平 声優メッセージ
9. 平田広明 声優メッセージ
10. 大谷育江 声優メッセージ
11. 山口由里子 声優メッセージ